# Privolzhsk
Privolzhsk (del ruso: Приволжск) es una ciudad del óblast de Ivánovo, en Rusia, centro administrativo del raión homónimo. Se encuentra a orillas del río Shacha, un pequeño afluente del Tsna, a 51 km al nordeste de Ivánovo, la capital del óblast. Su población era de 17.245 habitantes en 2009.

## Historia
Conocida desde 1485 como el pueblo Yakovlevskoye Bolshoye (Яковлевское Большое), la ciudad de Privolzhsk fue formada por la fusión de este pueblo con los asentamientos vecinos en 1938, año en el que recibe también el estaus de ciudad. El lugar pertenecía en el siglo XVI al monasterio Ipatiev de Kostromá.
Yakovleskoye se desarrolló como un centro importante del hilado de lino entre los siglos XVIII y XIX.

## Demografía
| 1939   | 1959   | 1970   | 1979   | 1989   | 2002   | 2008   |
| ------ | ------ | ------ | ------ | ------ | ------ | ------ |
| 14 700 | 18 700 | 19 800 | 20 400 | 20 680 | 18 385 | 17 332 |

## Lugares de interés
- Iglesia de San Nicolás (1779).
- Monasterio femenino de San Nicolás.
- Iglesia de los Viejos creyentes.
- Casas de la calle de la Revolución.

## Economía y transporte
En Privolzhsk existen compañías dedicadas al sector textil y una fábrica de productos de joyería (Krasnaya Presnia).
La ciudad está en la línea de ferrocarril de mercancía a Volgoréchensk por Fúrmanov (estación para pasajeros más cercana, a unos 20 km), donde conecta con la línea Yaroslavl-Ivánovo. En cuanto al tráfico por carretera, por la localidad cruza la A113 (Yaroslavl-Kostromá-Ivánovo-Vladímir).